# Всеобщий уход за оборудованием
Всеобщий уход за оборудованием (англ. Total productive maintenance, TPM) — это система поддержания и улучшения целостности систем производства, безопасности и качества с помощью машин, оборудования, процессов и сотрудников, которые организуют и повышают ценность бизнеса.
TPM стремится поддерживать всё оборудование в отличном рабочем состоянии, чтобы избежать поломок и задержек в производственных процессах.

## История
Всеобщий уход за оборудованием (комплексное продуктивное обслуживание) (TPM) было разработано Сэйити Накадзимой (англ. Seiichi Nakajima) на основе опыта практического применения передового опыта технического обслуживания в Японии в период с 1950 по 1970 год. Этот опыт привёл к признанию того, что лидерский настрой, привлекающий передовые команды к работе по улучшению в малых группах, является существенным элементом эффективной работы. Результатом его работы стало применение процесса TPM в 1971 году. Одной из первых компаний, которая получила от этого выгоду, была Nippondenso, компания, которая создала детали для Toyota. Впоследствии был принят на международном уровне эталон TPM, разработанный JIPM (исп. Instituto Japonés de Mantenimiento de Plantas) (Японский институт технического обслуживания — Japan institute of plant maintenance). Классический процесс TPM, который разработал Сэйити Накадзима, состоящий из 5 принципов, был позже усовершенствован JIPM для включения многих уроков Lean Manufacturing и сейчас состоит из 8 принципов.